# Мечеть Ходжа Зудмурод
Мечеть Ходжа Зудмурод, также встр. вариант Ходжа Зиёмурод — одно их древних культовых сооружений Самарканда. Нынешнее здание построено на фундаменте конца IX — начала X веков. В фундаменте мечети в ходе реставрации были обнаружены кирпичи времён правления султана Сельджукской империи Ахмада Санджара (1086—1157 гг.). Предание гласит, что Тамерлан перенёс сюда мощи Хазрата Джирджис (святого Георгия) и захоронил их возле мечети. Правда, в советское время предполагаемое место захоронения святого снесли. Согласно поверию, молитва в мечети приводит к быстрому исполнению благих желаний. Отсюда и её название, означающее в переводе быстрое исполнение желаний.
В древности мечеть была покрыта куполом, после разрушения которого здание было перекрыто деревянными балками. В конце XIX века вокруг мечети был возведён айван, рядом с мечетью возвышается минарет.
В советское время мечеть оставалась действующей. Её последняя реставрация выполнялась в 1992 году. Расположена в историческом центре города, к северу от площади Регистан.